# Parvipalpus onubensis
Parvipalpus onubensis is een vlokreeftensoort uit de familie van de Caprellidae. De wetenschappelijke naam van de soort is voor het eerst geldig gepubliceerd in 2001 door Guerra-García, García-Asencio & Sánchez-Moyano.